# Фортуна (Комарівка)
Футбольний клуб «Фортуна» — український аматорський футбольний клуб із села Комарівка Борзнянського району Чернігівської області, заснований у 1988 році. Виступає у Чемпіонаті та Кубку Чернігівської області.

## Досягнення
Чемпіонат Чернігівської області:
 Чемпіон: 2018
Кубок Чернігівської області:
 Володар: 2018
Суперкубок Чернігівської області:
 Володар: 2018